# Championnats du monde de cyclisme sur piste 1998
Navigation
Championnats du monde 1997 Championnats du monde 1999
Les championnats du monde de cyclisme sur piste de 1998 se sont déroulés au vélodrome de Bordeaux-Lac, en France, du 26 au 30 août. Douze compétitions ont été disputées : huit par les hommes et quatre par les femmes.
À domicile, les Français dominent les débats en remportant la moitié des titres mis en jeu.

## Résultats

### Hommes
| Compétition            | Or                                                                             | Or             | Argent                                                              | Argent         | Bronze                                                                | Bronze         |
| ---------------------- | ------------------------------------------------------------------------------ | -------------- | ------------------------------------------------------------------- | -------------- | --------------------------------------------------------------------- | -------------- |
| Kilomètre              | Arnaud Tournant France                                                         | 1 min 01 s 879 | Shane Kelly Australie                                               | 1 min 02 s 261 | Erin Hartwell États-Unis                                              | 1 min 02 s 637 |
| Keirin                 | Jens Fiedler Allemagne                                                         |                | Ainārs Ķiksis Lettonie                                              |                | Laurent Gané France                                                   |                |
| Vitesse individuelle   | Florian Rousseau France                                                        |                | Jens Fiedler Allemagne                                              |                | Laurent Gané France                                                   |                |
| Vitesse par équipes    | Vincent Le Quellec Florian Rousseau Arnaud Tournant France                     | 44 s 338       | Danny Day Shane Kelly Graham Sharman Australie                      | 45 s 464       | Sören Lausberg Stefan Nimke Eyk Pokorny Allemagne                     | 45 s 210       |
| Poursuite individuelle | Philippe Ermenault France                                                      | 4 min 20 s 627 | Francis Moreau France                                               | 4 min 21 s 466 | Robert Bartko Allemagne                                               | 4 min 26 s 890 |
| Poursuite par équipes  | Alexander Simonenko Sergiy Matveyev Alexander Fedenko Ruslan Pidgornyy Ukraine | 4 min 02 s 895 | Christian Lademann Daniel Becke Robert Bartko Guido Fulst Allemagne | 4 min 08 s 160 | Andrea Colinelli Adler Capelli Cristiano Citton Mario Benetton Italie |                |
| Américaine             | Etienne De Wilde Matthew Gilmore Belgique                                      |                | Silvio Martinello Andrea Collinelli Italie                          |                | Andreas Kappes Stefan Steinweg Allemagne                              |                |
| Course aux points      | Joan Llaneras Espagne                                                          |                | Andreas Kappes Allemagne                                            |                | Silvio Martinello Italie                                              |                |

### Femmes
| Compétition            | Or                           | Or             | Argent                                 | Argent         | Bronze                    | Bronze         |
| ---------------------- | ---------------------------- | -------------- | -------------------------------------- | -------------- | ------------------------- | -------------- |
| 500 mètres             | Félicia Ballanger France     | 34 s 010 RM    | Tanya Dubnicoff Canada                 | 35 s 415       | Michelle Ferris Australie | 35 s 451       |
| Vitesse individuelle   | Félicia Ballanger France     |                | Michelle Ferris Australie              |                | Tanya Dubnicoff Canada    |                |
| Poursuite individuelle | Lucy Tyler-Sharman Australie | 3 min 35 s 255 | Leontien Zijlaard-Van Moorsel Pays-Bas | 3 min 27 s 291 | Judith Arndt Allemagne    | 3 min 35 s 676 |
| Course aux points      | Teodora Ruano Espagne        |                | Belem Guerrero Mexique                 |                | Olga Slioussareva Russie  |                |

## Tableau des médailles
| Rang | Nation     | Or | Argent | Bronze | Total |
| ---- | ---------- | -- | ------ | ------ | ----- |
| 1    | France     | 6  | 1      | 2      | 9     |
| 2    | Espagne    | 2  |        |        | 2     |
| 3    | Allemagne  | 1  | 3      | 4      | 8     |
| 4    | Australie  | 1  | 3      | 1      | 5     |
| 5    | Belgique   | 1  |        |        | 1     |
| 5    | Ukraine    | 1  |        |        | 1     |
| 7    | Italie     |    | 1      | 2      | 3     |
| 8    | Canada     |    | 1      | 1      | 2     |
| 9    | Lettonie   |    | 1      |        | 1     |
| 9    | Mexique    |    | 1      |        | 1     |
| 9    | Pays-Bas   |    | 1      |        | 1     |
| 12   | Russie     |    |        | 1      | 1     |
| 12   | États-Unis |    |        | 1      | 1     |